# Wim Kieft
Willem „Wim” Cornelis Nicolaas Kieft (n. 12 noiembrie 1962) este un fost jucător de fotbal olandez, care a jucat pe postul de atacant central.

## Palmares

### Club
- Eredivisie: 1979–80, 1981–82, 1982–83, 1987–88, 1988–89, 1991–92
- KNVB Cup: 1982–83, 1987–88, 1988–89, 1989–90; Runner-up 1979–80, 1980–81
- Johan Cruijff Shield: 1992; Locul doi 1991
- Cupa Campionilor Europeni: 1987–88

### Țara
- Campionatul European de Fotbal: 1988

### Individual
- Gheata de Aur: 1982